# Nikomachos (Koroplast)
Nikomachos (altgriechisch Νικόμαχος)  war ein griechischer Koroplast, der am Ende des 6. Jahrhunderts v. Chr. in der italischen Stadt Aecae tätig war.
Sein Name ist auf einer Weihinschrift auf einem Obelisken aus Ton überliefert, der dem Heros Herakles gewidmet wurde. Er bezeichnet sich selbst als Töpfer und bittet Herakles darum, seinen Namen unter den Menschen bekannt zu machen.